# Lanai City
Lanai City é uma Região censo-designada localizada no estado americano de Havaí, no Condado de Maui.

## Demografia
Segundo o censo americano de 2000, a sua população era de 3164 habitantes.

## Geografia
De acordo com o United States Census Bureau tem uma área de
9,3 km², dos quais 9,3 km² cobertos por terra e 0,0 km² cobertos por água.

## Localidades na vizinhança
O diagrama seguinte representa as localidades num raio de 36 km ao redor de Lanai City.